# Caatinga
La caatinga o catinga (del tupí: "bosque blanco" o "vegetación blanca", kaa = bosque, vegetación, tínga = blanco) es un tipo de vegetación y una ecorregión caracterizada por esa vegetación en el Brasil nordestino. Es un bioma exclusivo de Brasil. Cubre entre 700 000 y 1 millón de kilómetros cuadrados (depende de la fuente), cerca de un 10 % del territorio brasileño.
La región de Caatinga es un chaparral semiárido muy similar a la región del Chaco en muchos aspectos, pero con diferentes especies.
La caatinga se caracteriza por una flora desértica y xerófila, y bosque espinoso, básicamente de árboles espinosos y pequeños, caducifolios, cactos, plantas de gruesa corteza, arbustos espinosos, y pastos adaptados a la aridez en la base. Muchas plantas anuales son efimerofitos, crecen, florecen, y mueren durante la corta estación lluviosa.

## Ubicación
La Caatinga ocupa el 11 % del territorio brasileño y se extiende a lo largo de 777 000 kilómetros cuadrados de la zona subecuatorial de la porción nordeste de Brasil. Está localizada entre 3°S 45°W y 17°S 35°W, a través de ocho estados brasileños: Piauí, Ceará, Rio Grande do Norte, Paraíba, Pernambuco, Alagoas, Sergipe, Bahía y parte de Minas Gerais. La Caatinga incluye varios enclaves de bosque húmedo tropical, conocidos como los Enclaves de bosque húmedo de Caatinga.
La Caatinga está rodeada por el palmeral de Maranhão por el noroeste, los bosques secos del Atlántico y por las sabanas del Cerrado por el oeste y el suroeste, la húmeda Mata Atlántica a lo largo de la costa Atlántica al este y por el océano Atlántico al norte y al noreste.
La Caatinga es un lugar muy seco de Brasil. Los pocos brasileños que viven allí tienen dificultades para conseguir agua y comida. La poca agua que tienen frecuentemente está sucia y la gente puede morir al beberla.

## Clima

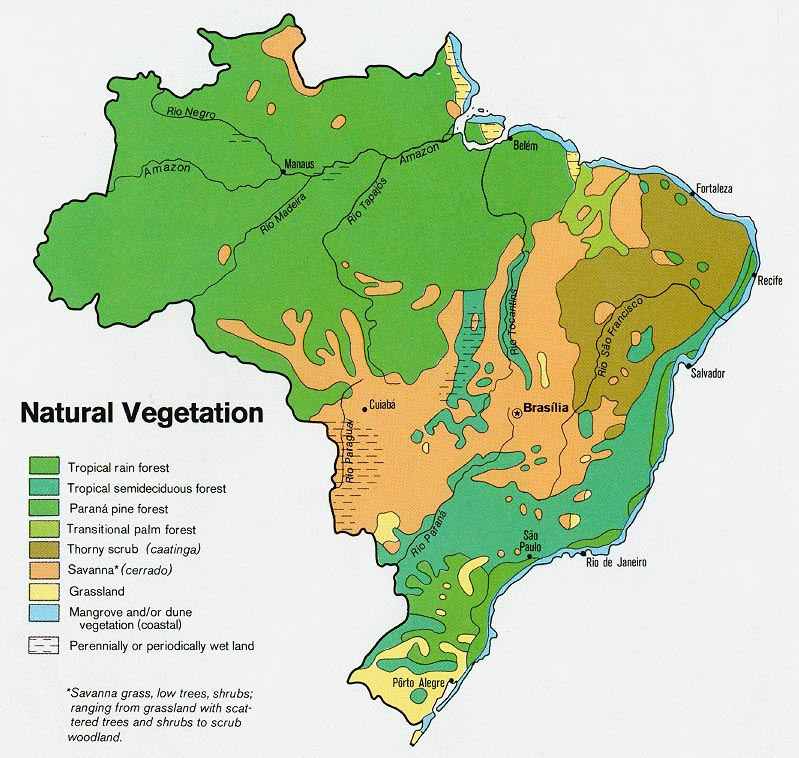
Mapa de vegetación de Brasil, en color marrón Caatinga

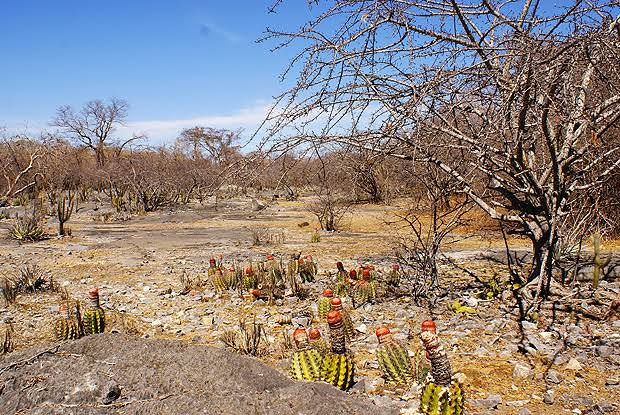
Caatinga

El clima es uniformemente cálido, con temperaturas de 24 a 26 °C. Las precipitaciones de 500 a 700 mm son similares a las del norte del Chaco. 
En la Caatinga se distinguen solo dos estaciones, estas son el verano, que es cálido y seco y el invierno que es cálido y lluvioso. Estas dos estaciones pueden variar su duración en periodos largos de 7 años con los fenómenos meteorológicos vinculados a las oscilaciones de el Niño y de la Niña. Los meses húmedos se extienden desde febrero a mayo, el período seco dura 8 meses. Son los vientos alisios del NE, E y SE los que soplan con mayor intensidad en la época seca. Durante los periodos secos del invierno no hay follaje ni maleza. La vegetación característica de la Caatinga es muy xerófita y las raíces empiezan a sobresalir a la superficie a través de la tierra pedregosa, para absorber el agua antes de que se evapore. Al inicio de la estación seca todas las hojas de los árboles se caen para reducir la transpiración y disminuir la cantidad de agua que se pierde. Durante los picos de los periodos de sequía el suelo de la Caatinga puede alcanzar temperaturas de más de 60 °C. Con todo el follaje y la maleza muerta y todos los árboles sin hojas, durante la larga estación seca la Caatinga tiene una apariencia de desierto gris.
La sequía finaliza al final del año y empieza a llover con el inicio del año. Con la llegada de la lluvia, el paisaje desértico gris empieza a transformarse en una tierra mucho más verde. Las pequeñas plantas empiezan a crecer en el ahora suelo húmedo y de los árboles brotan hojas verdes. En este momento el agua de lluvia empieza a llenar los ríos y las corrientes empiezan a circular otra vez. Los tramos del cauce de los ríos que estaban secos en la estación húmeda fluyen de nuevo.

## Ecología

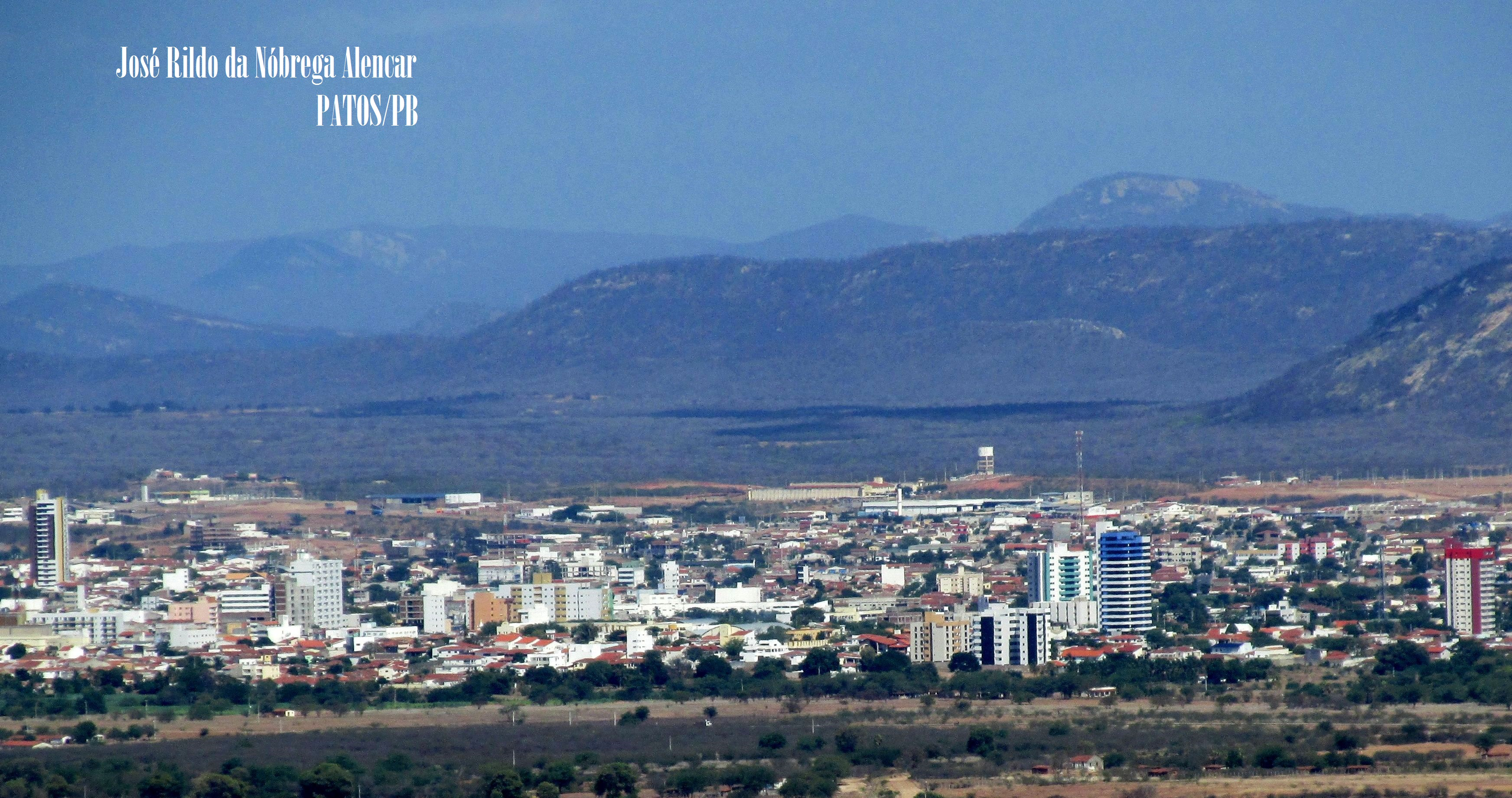
Patos, Paraíba

La vegetación ha sido muy modificada por la densa colonización que ha tenido lugar.
Caatinga abriga una biota única con miles de especies endémicas.
La Catinga contiene alrededor de 1000 especies de plantas vasculares en adición a 187 especies de abeja, 240 especies de peces, 167 especies de reptiles y anfibios, 516 especies de aves y 148 especies de mamíferos, con un nivel de endemismos del 95 en aves y el 57 % en peces.
Este ecosistema se encuentra tan alterado que quedan solo algunas pocas áreas del hábitat original. Lo más sorprendente es que la Caatinga solo existe en Brasil y apenas el 1 % de su territorio está protegido.
Suelos profundamente meteorizados alternan con suelos inmaduros. Los arenosos predominan y están mezclados con porciones a veces predregosas, a veces limosas. La acumulación de sales se produce en depresiones sin desagüe.

## Flora
La Caatinga se puede dividir según los tipos de vegetación en ocho zonas distintas. 

### Bosques
Bosque seco cerrado.

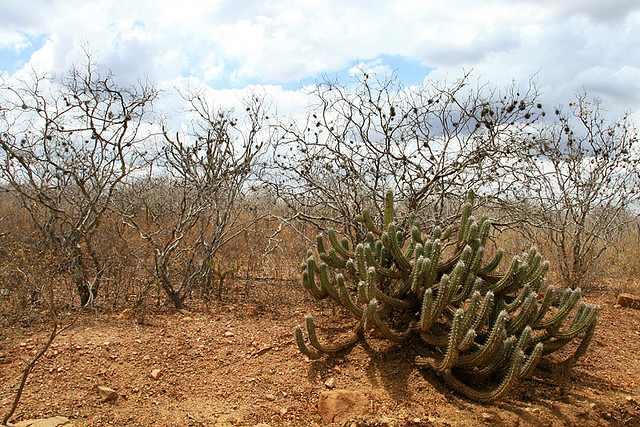
La caatinga

Bosque de Caatinga. En las zonas más húmedas, que coinciden con la ladera oriental de los montes con orientación norte-sur, que recibe la mayoría de las escasas lluvias, el bosque de la Caatinga tiene árboles tropicales caducifolios con abundantes hojas. Las copas del bosque cubren sobre el 60 % del suelo. Este tipo de vegetación está presente en las zonas más húmedas con más lluvias.
Bosques secos abiertos: bosque espinoso, bosque seco con cactáceas, bosque estacional con árboles barrigudos, bosque serrano, bosque de galería con Tabebuia, bosque seco semicaduco, bosque agreste estacional.

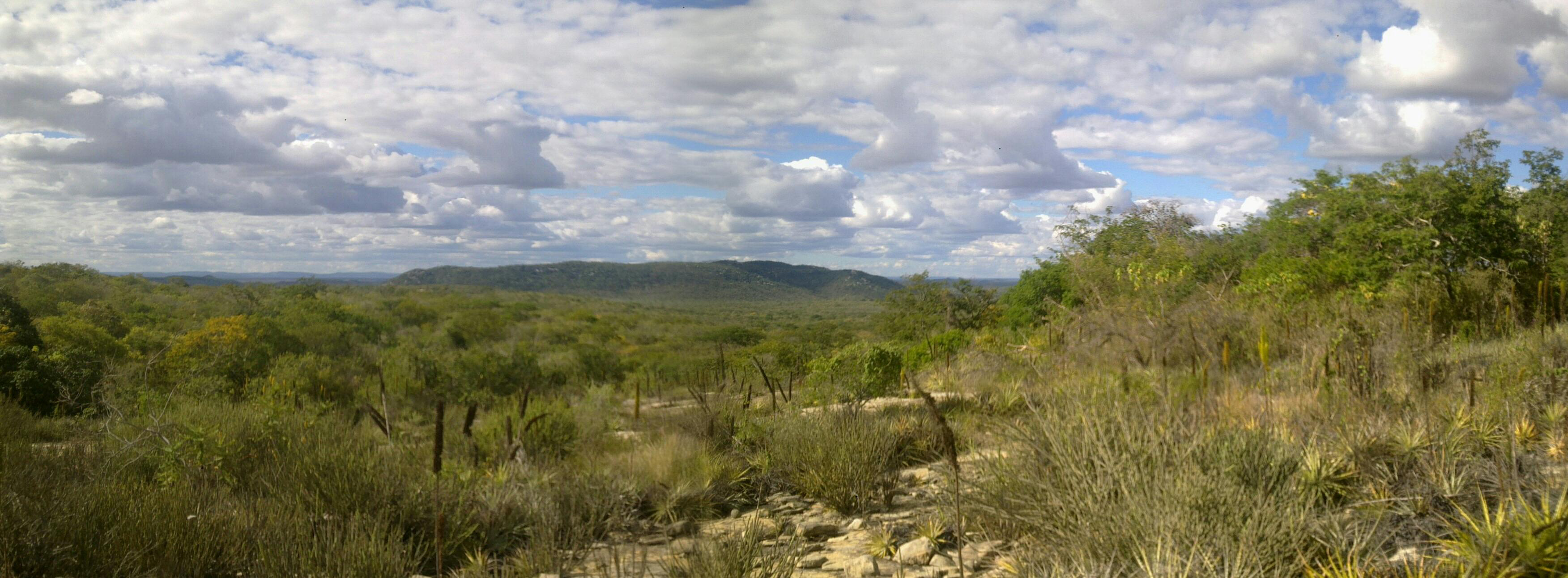
La caatinga en la época de lluvias

La zona arborescente. Es un área compuesta fundamentalmente de arbustos con algunos árboles con menos del 60 % de cubrimiento.
La Caatinga arborescente cerrada. Es un bosque con arbustos de prados y árboles que cubren menos del 60 %.
La Caatinga arborescente abierta. Es similar pero con más arbustos y cactus. La Caatinga arborescente abierta aparece en suelos llanos y afloramientos rocosos, esta área contiene árboles, cactus y Bromeliaceae. 

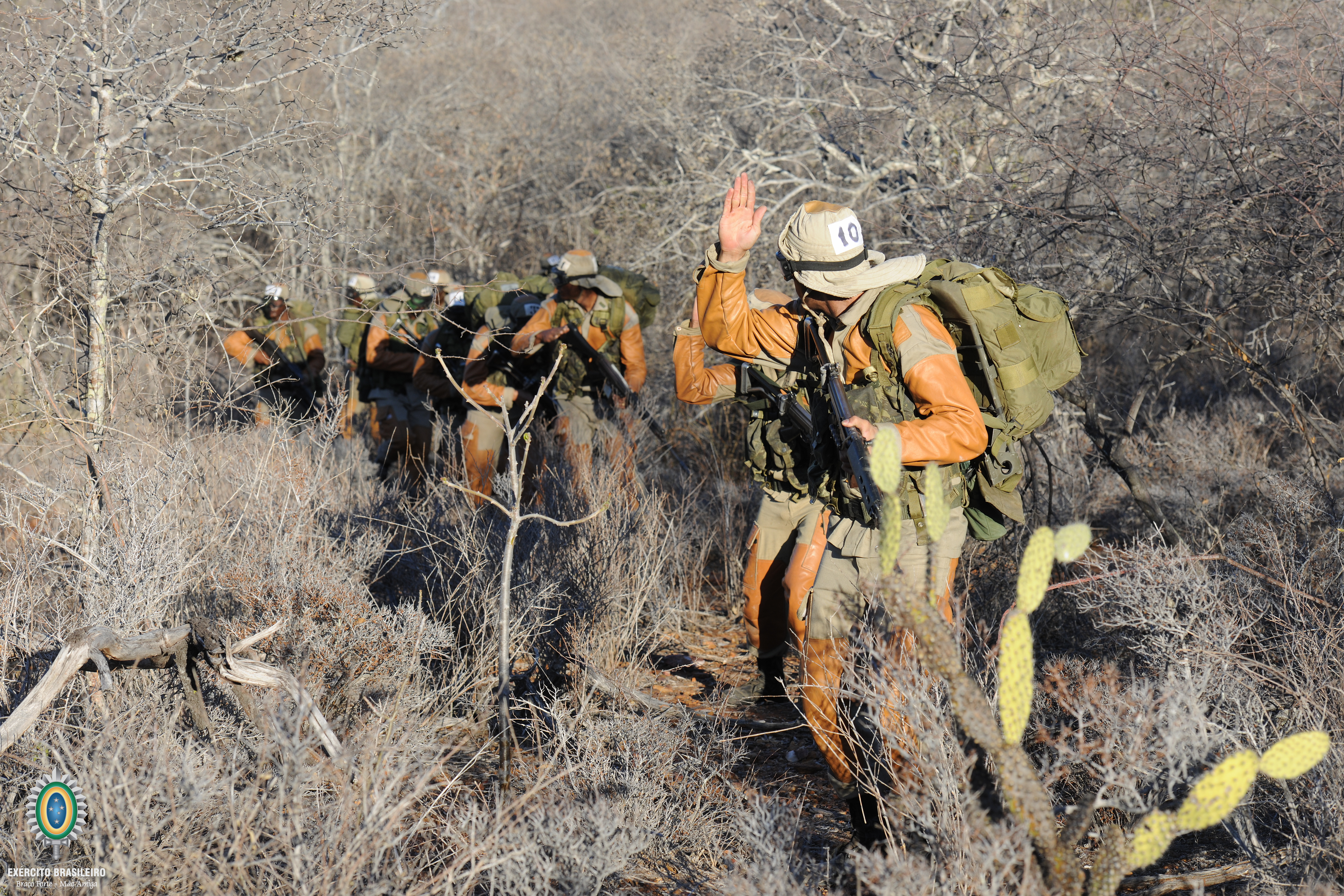
Soldados del Ejército Brasileño en la caatinga

La sabana de la Caatinga. Es una zona herbosa de praderas con algunos árboles y algunos arbustos. 

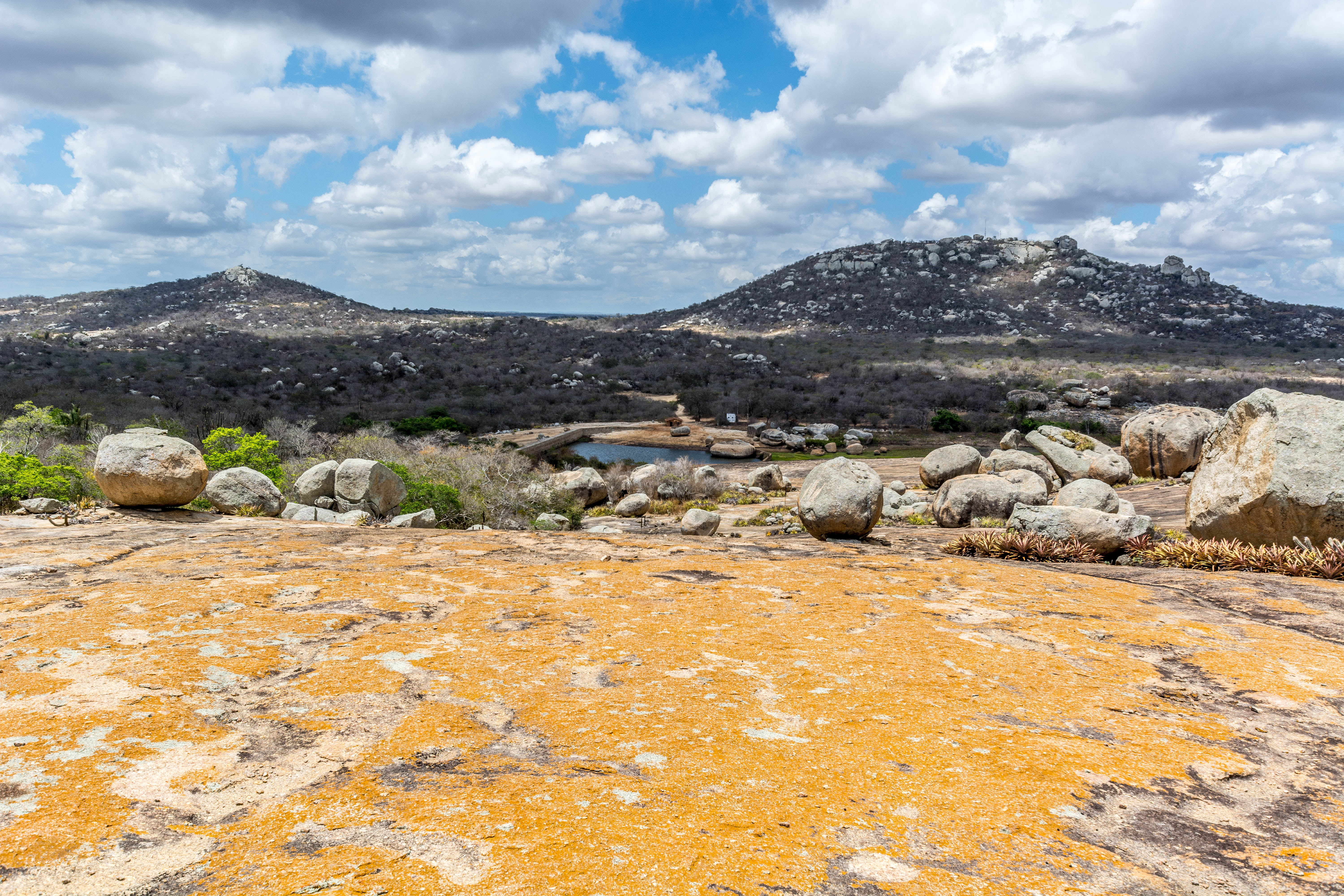
Lajedo de Pai Mateus, una formación geológica

La sabana rocosa de Caatinga. Contiene menos del 10 % de cobertura de arbustos tropicales, en ella estas plantas sobresalen de las grietas de las rocas y los pavimentos.
La gente utiliza muchas especies de plantas de la región de Caatinga. Las palmas son muy importantes para la economía en el Noreste de Brasil. La gente de esta área son muy dependientes de la extracción de babaçu, carnaúba, tucúm y macaúba, de las que se obtienen los aceites lauricos y oleicos. Muchos árboles se utilizan también para madera en esta zona, incluyendo especies como: Anadenanthera macrocarpa, Ziziphus joazeiro, Amburana cearensis, Astronium fraxinifolium, Astronium urundeuva, Tabebuia impetiginosa, Tabebuia caraiba y Schinopsis brasiliensis, Cedrela odorata, Dalbergia variabilis, Didymopanax morototoni y Pithecellobium polycephalum. Algunas plantas también se utilizan para propósitos médicos.

## Fauna

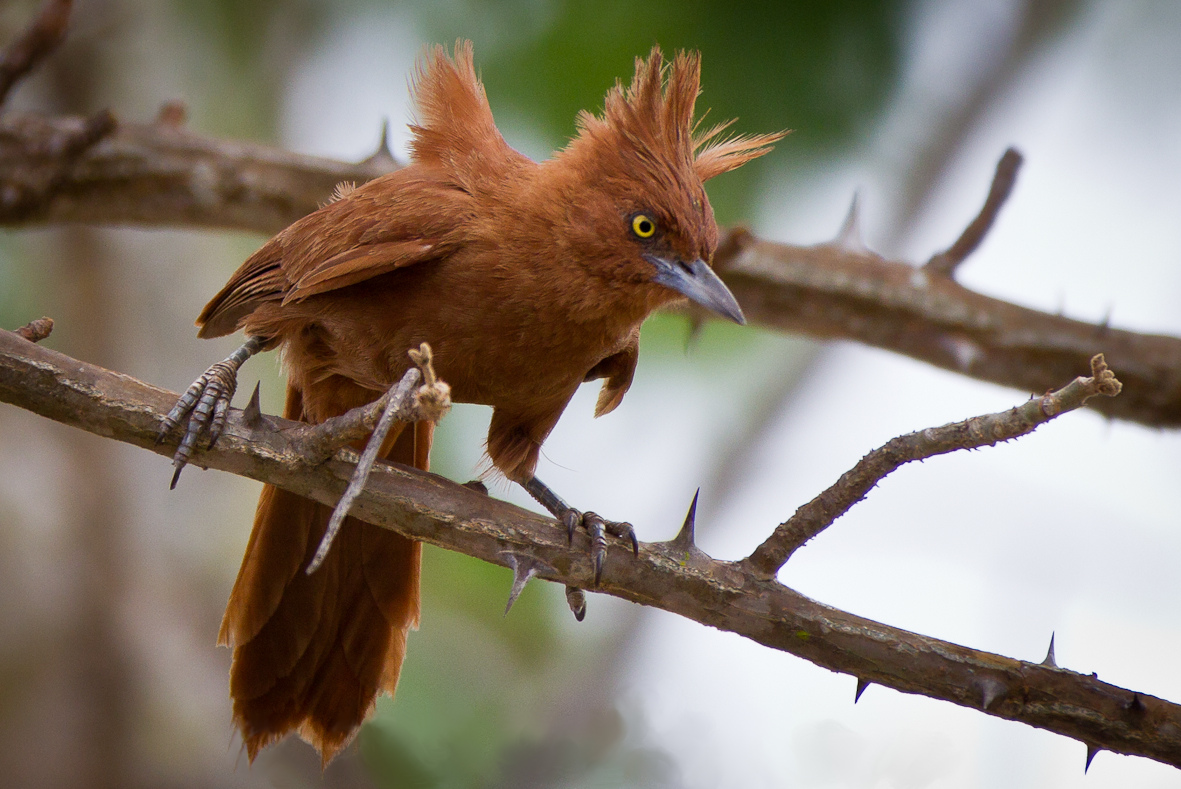
Pseudoseisura cristata, especie endémica de la caatinga

La Caatinga alberga varias especies endémicas de pájaros como el guacamayo de Lear (Anodorhynchus leari), el guacamayo de Spix (Cyanopsitta spixii), el trepatronco bigotudo (Xiphocolaptes falcirostris), el perico caatinga, Dendroscansor decurvirostris, Tangara carirroja y el Jilguero de Yarrel.
Muchas especies se han extinguido a nivel local y otras como el armadillo de tres bandas, el oso mielero, el jaguar y el mono capuchino robusto, están en grupos reducidos.

## Población

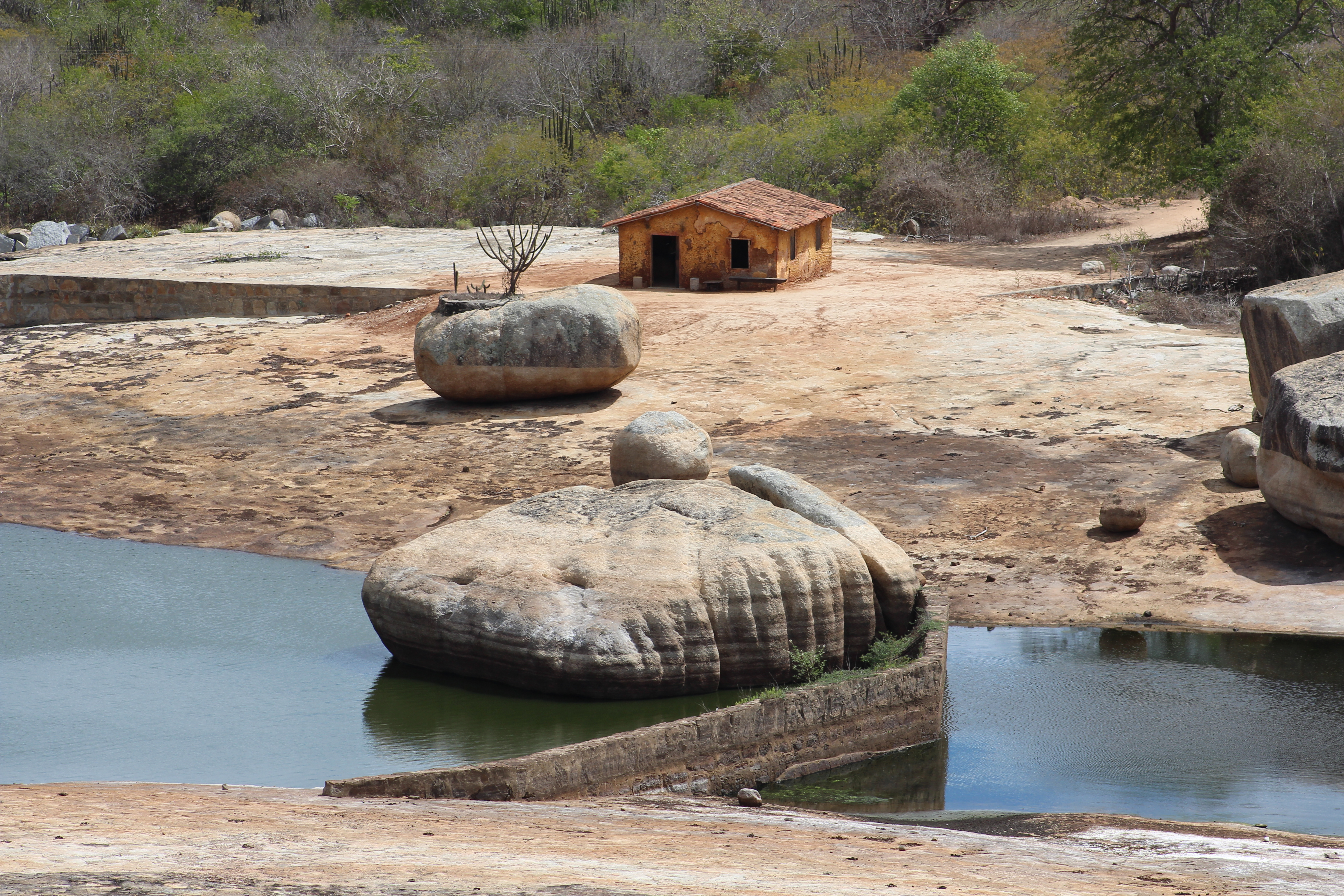
Casa em la caatinga

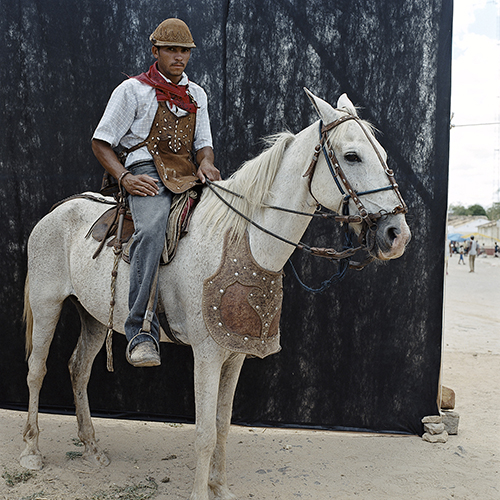
“Vaqueiro nordestino” con parte de traje de cuero para proteger de espinos de la caatinga

La población más pobre de Brasil vive en el Nordeste. Más de 60 millones de personas sobreviven con la mínima vegetación de la Caatinga. Más de la mitad de los ingresos de una gran parte de la población dependen de la agricultura o de las industrias forestales. Se ha reducido la cosecha de la caraiba en el bosque para madera. Esta reducción puede haber contribuido al peligro de extinción del guacamayo de Spix.

### Agricultura
En algunos lugares la Caatinga tiene suelos muy fértiles. Las plantas frutales se cultivan en los suelos fértiles tanto para su consumo local, como para exportarlos procesados o no. Algunas regiones empiezan a desarrollar cultivos de regadío, principalmente áreas del río São Francisco. Estos lugares son los mejores para los granjeros, aunque la salinización del suelo se está convirtiendo en una amenaza ya que las tierras se están regando con agua salina. Si se produce un excedente en mercancías como resultado de las nuevas zonas de irrigación el área empezará a exportar muchos más productos fuera de Brasil. Las granjas a lo largo del río São Francisco están exportando actualmente uvas, papayas y melones.
La posesión y utilización de todos estos recursos tiene algunas cosas negativas. La agricultura intensiva, junto con los pastos excesivos para las terneras y cabras está afectando a la estructura de la población de algunas de las especies de plantas y animales más importantes. La deforestación para utilización industrial como el petróleo y el carbón vegetal destruye la vegetación. La combinación de sequía y abuso de la tierra se están convirtiendo en una gran amenaza. Si estas prácticas continúan a la tasa actual, la desertificación es posible.

## Galería

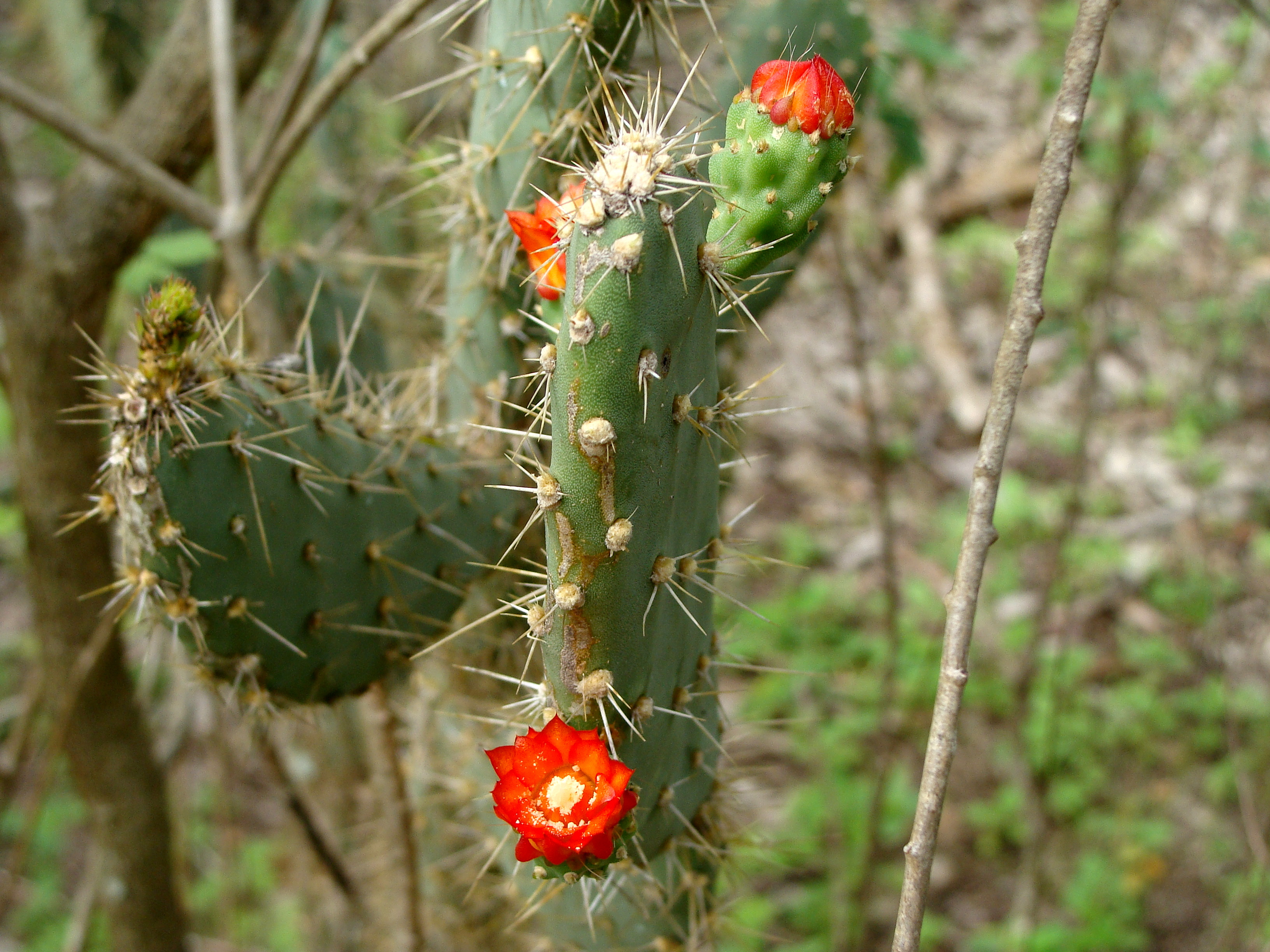
Tacinga palmadora
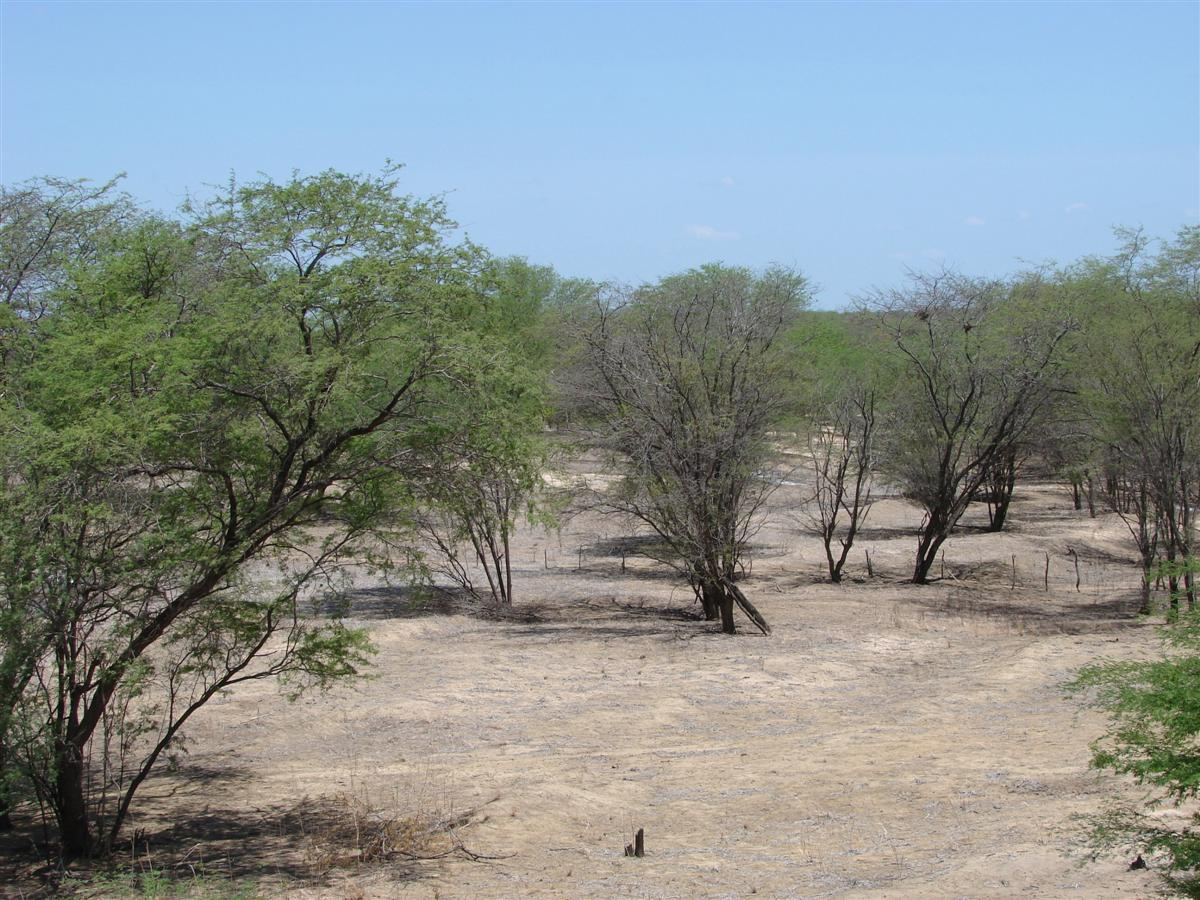
Prosopis juliflora, una especie invasora en la caatinga
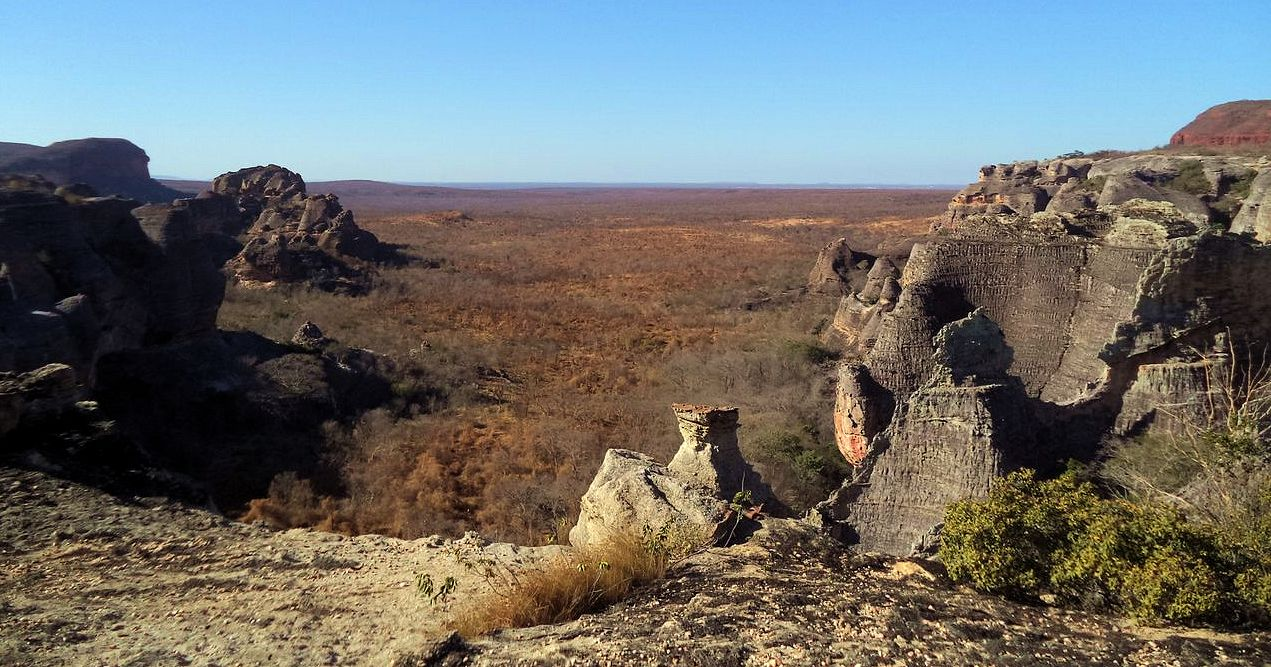
Serra da Capivara
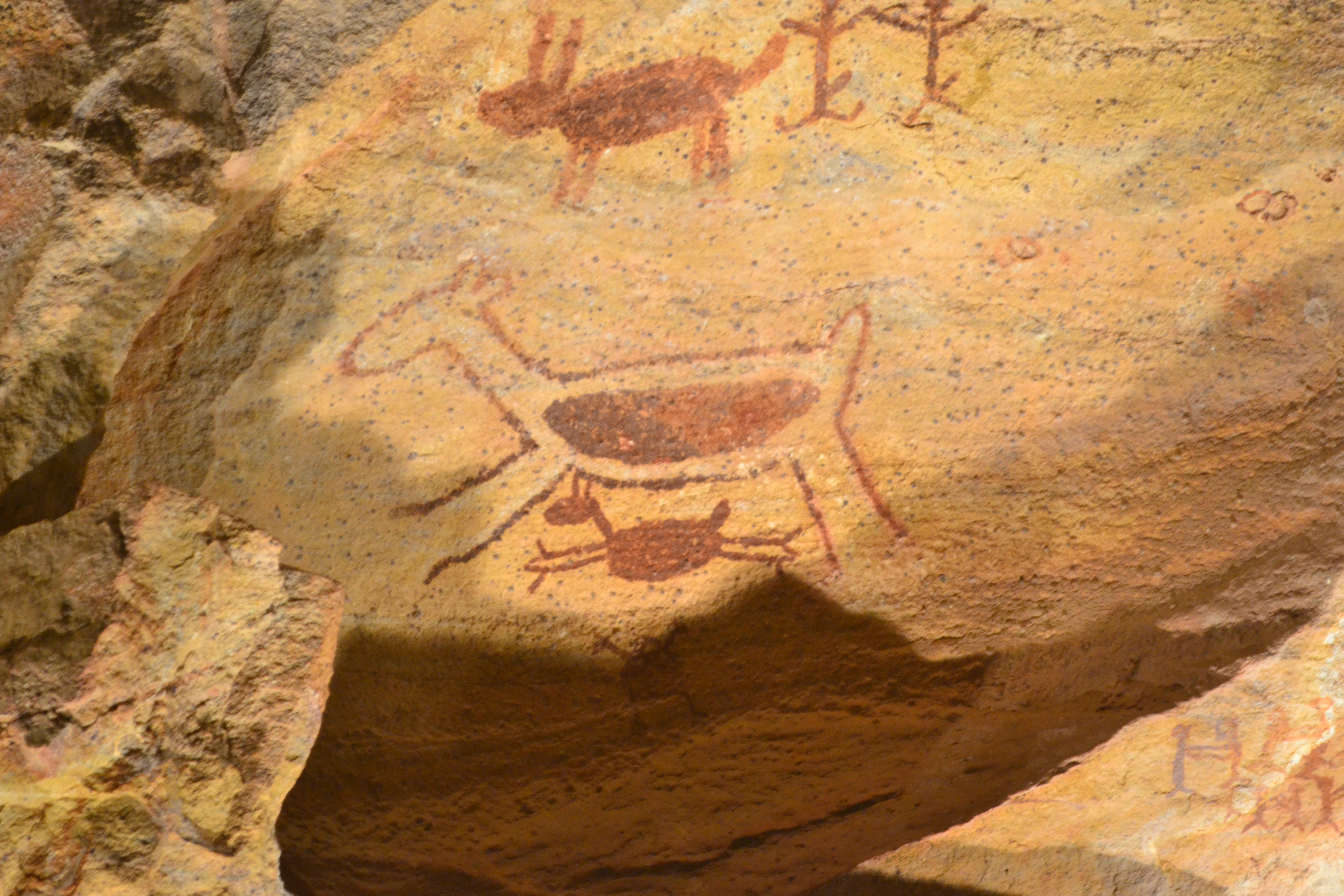
Serra da Capivara
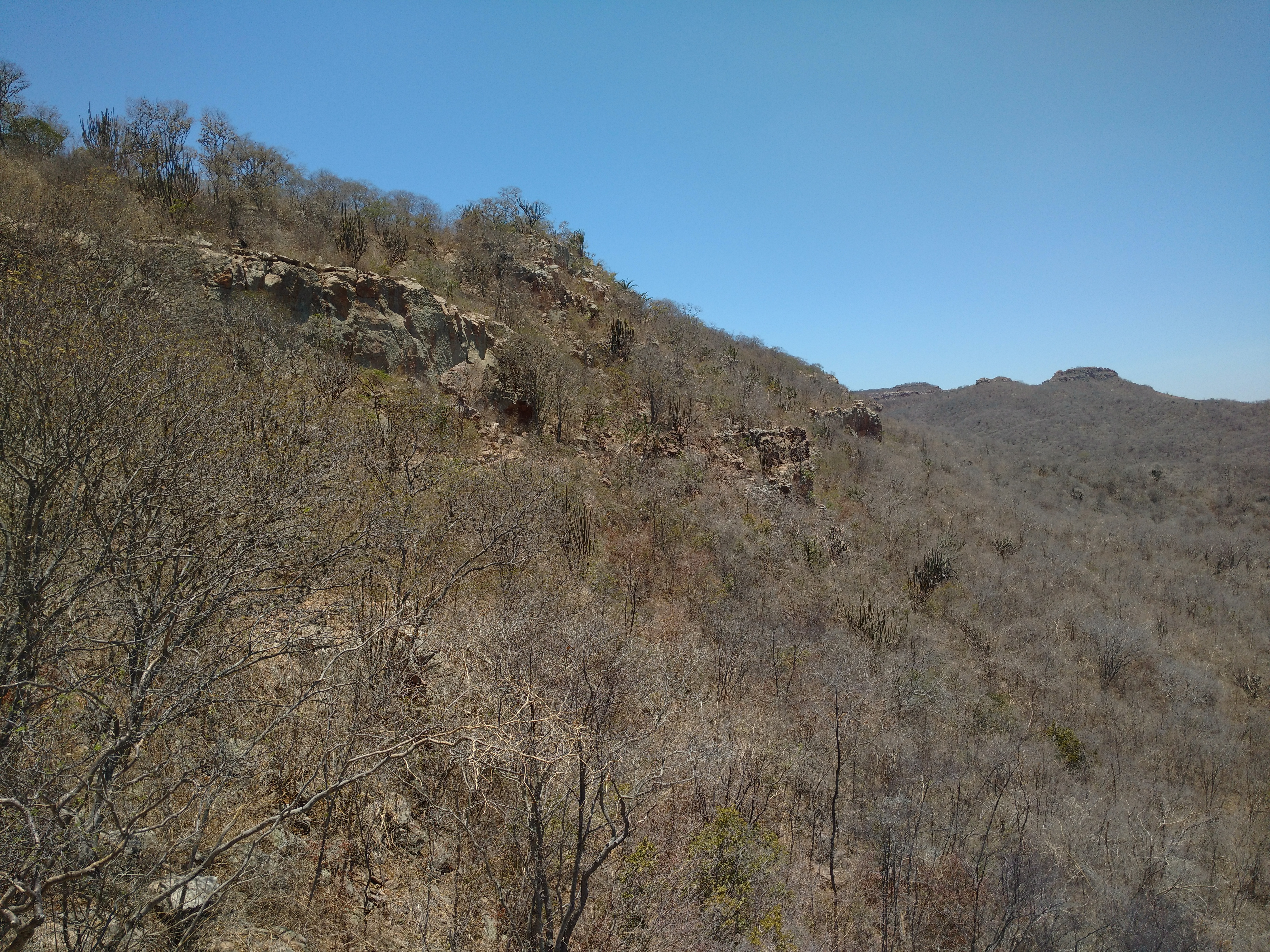
Caatinga
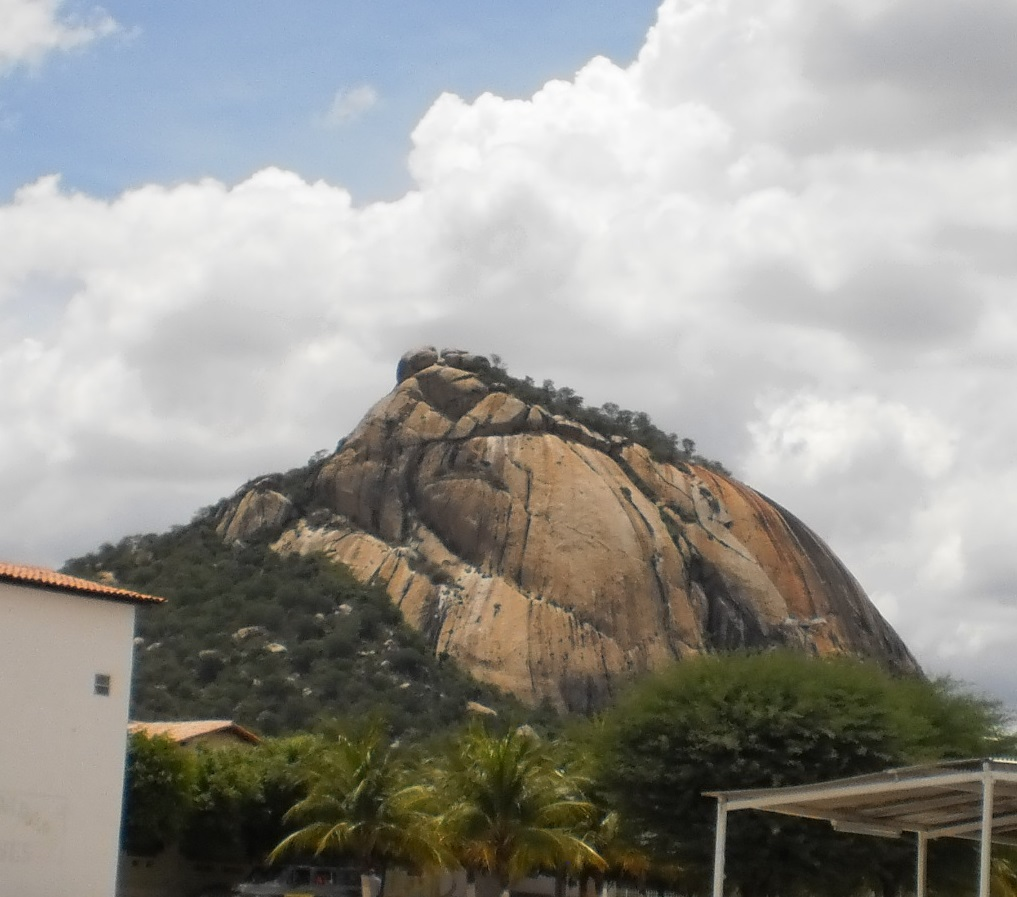
Inselberg
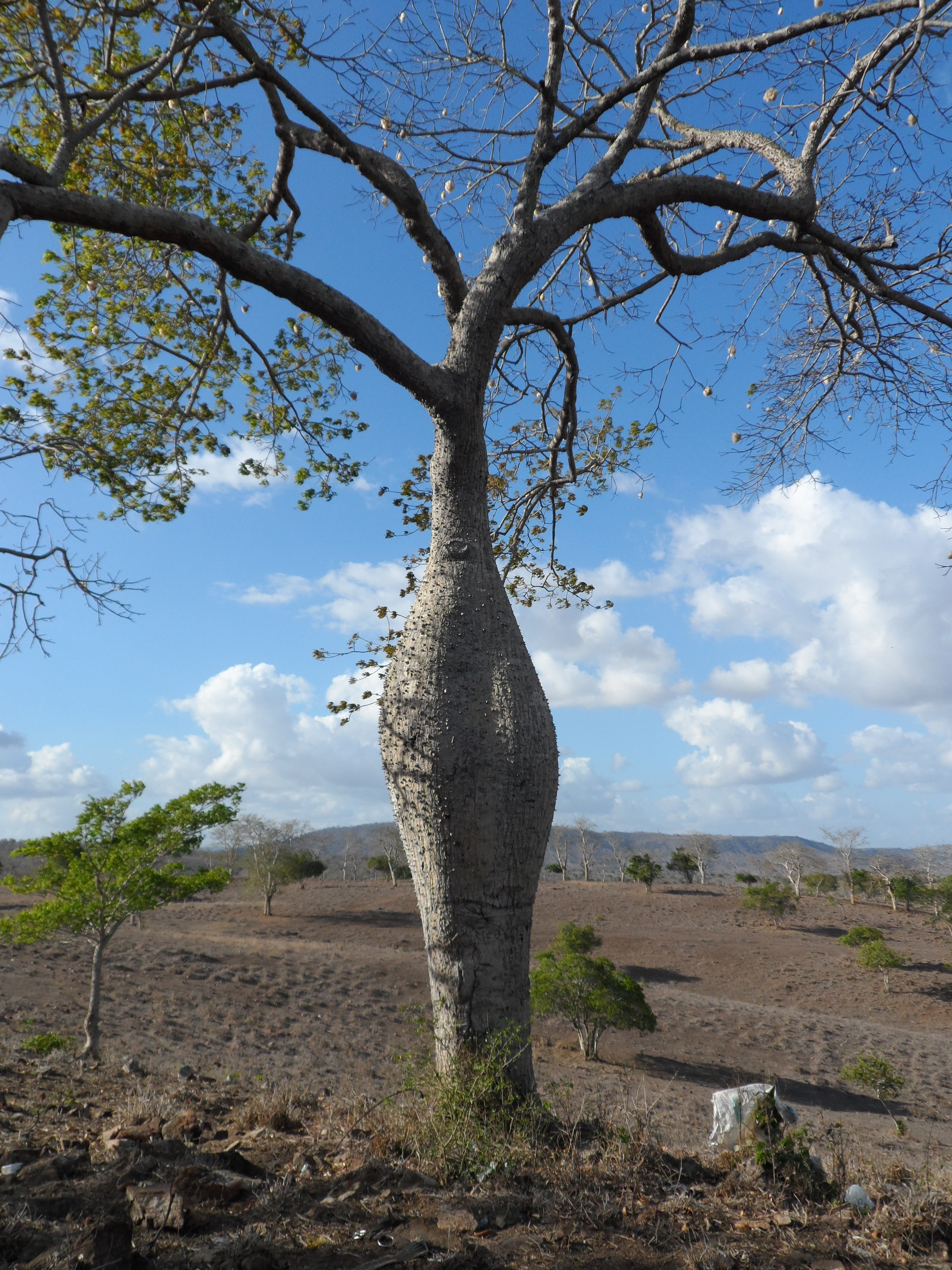
Ceiba glaziovii
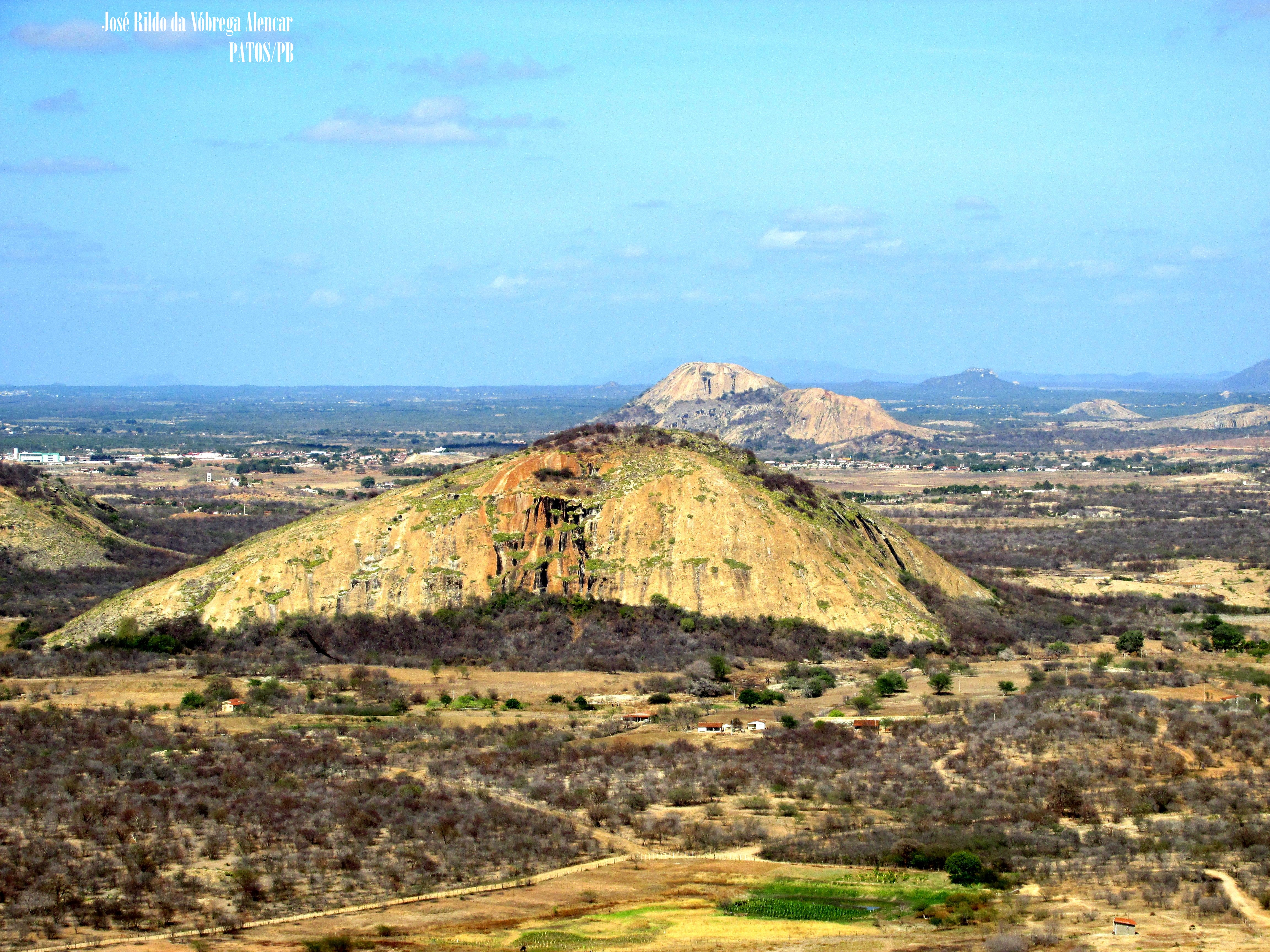
Inselbergs